# New Holland
New Holland — торговая марка сельскохозяйственной и строительной техники, принадлежащая промышленной группе CNH Industrial. Название бренда происходит от одноимённой компании, существовавшей в Новой Голландии, штат Пенсильвания, США.

## История
В 1895 году 26-летний Эйб Циммерман открыл свою механическую мастерскую New Holland в Новой Голландии, штат Пенсильвания, где в первые годы ремонтировал сельскохозяйственную технику.
С 1899 года компания стала производителем, построив первую переносную мельницу.
В начале 1940-х годов компания произвела автоматический мобильный пресс-подборщик.
В 1947 году компания была приобретена Sperry Rand Corporation и переименована в Sperry New Holland.
В 1958 году они начали инвестировать в бельгийскую компанию Claeys. В то время Claeys был одним из ведущих производителей зерноуборочных комбайнов в Европе. Участие привело к поглощению в 1964 году. В то время торговое название Claeys было изменено на Clayson и много лет использовалось для дополнения названия компании New Holland на комбайнах.
В 1975 году зерноуборочный комбайн компании впервые преодолел ограничения производительности обмолота из-за габаритной ширины и силы тяжести за счет поворота запатентованного молотильного механизма на 90° и использования центробежной силы.
В конце 1970-х на заводе по производству сельскохозяйственной техники работало около 11 000 человек.
В 1986 году Sperry Corporation была приобретена Burroughs Corporation. Она преобразовало её в свою дочернюю компанию New Holland и продало её Ford Motor Company. Год спустя она расширила свой продуктовый портфель, приобретя канадского производителя сельскохозяйственной техники Versatile, который вошел в состав New Holland.
В 1991 году New Holland была продана вместе с производством тракторов на базе Fordson компании Fiat, которая объединила компанию с собственным производством тракторов Fiatagri. Соглашение о приобретении позволило Fiat продавать тракторы под торговой маркой Ford до 2000 года. В последующий период компания выросла за счет дальнейших приобретений (в 1998 году польского производителя комбайнов Bizon и подразделения строительной техники Orenstein & Koppel и, наконец, Case Corporation в 1999 году). Результатом стала группа сельскохозяйственной и строительной техники CNH Global, почти 90 % которой принадлежало группе. В конце 2013 года компания Fiat Industrial, объединилась со своей дочерней компанией CNH Global и образовала CNH Industrial.
В конце 2021 года CNH Industrial запустила трактор, работающий на метане, под брендом New Holland.

## Галерея

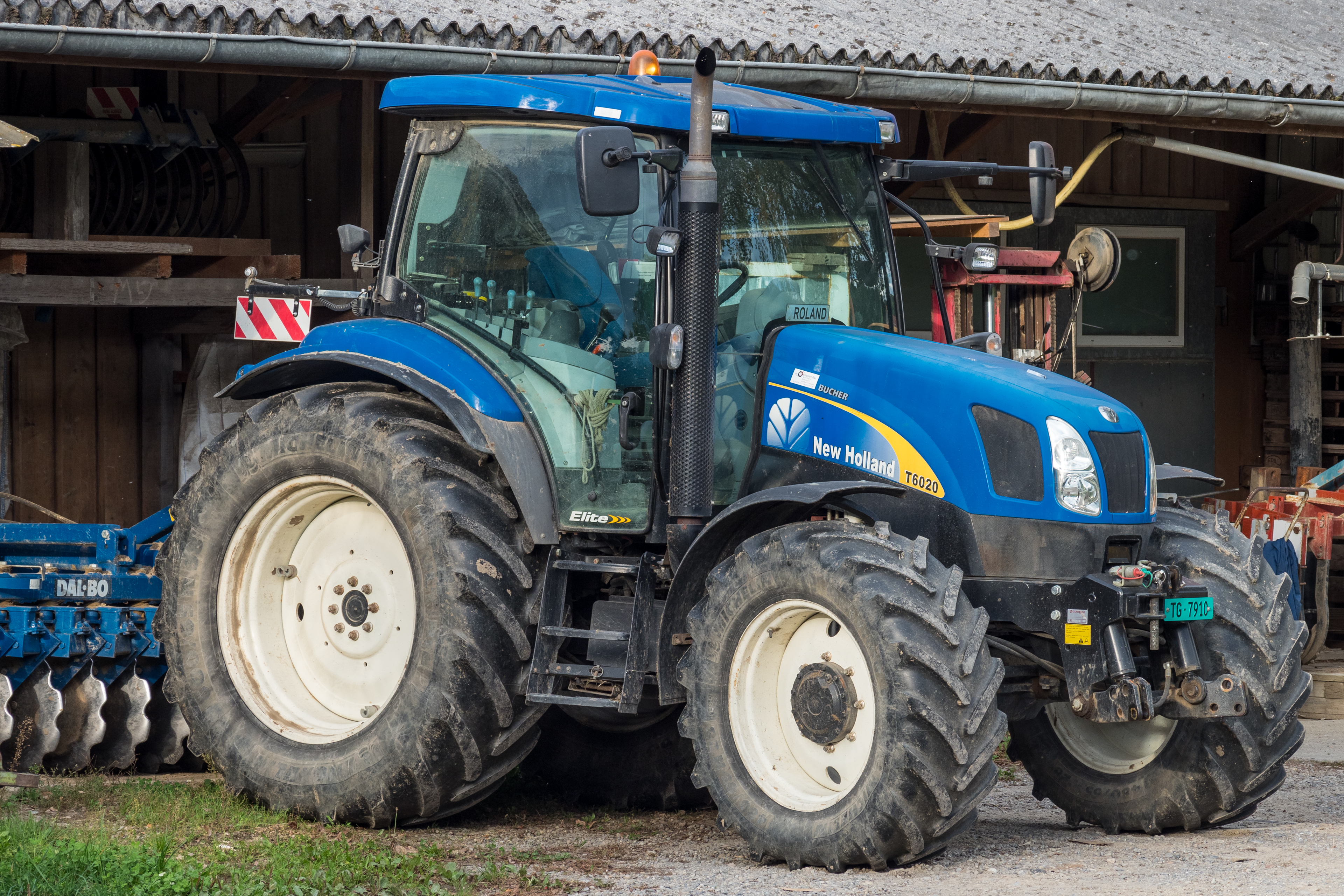
New Holland T6020
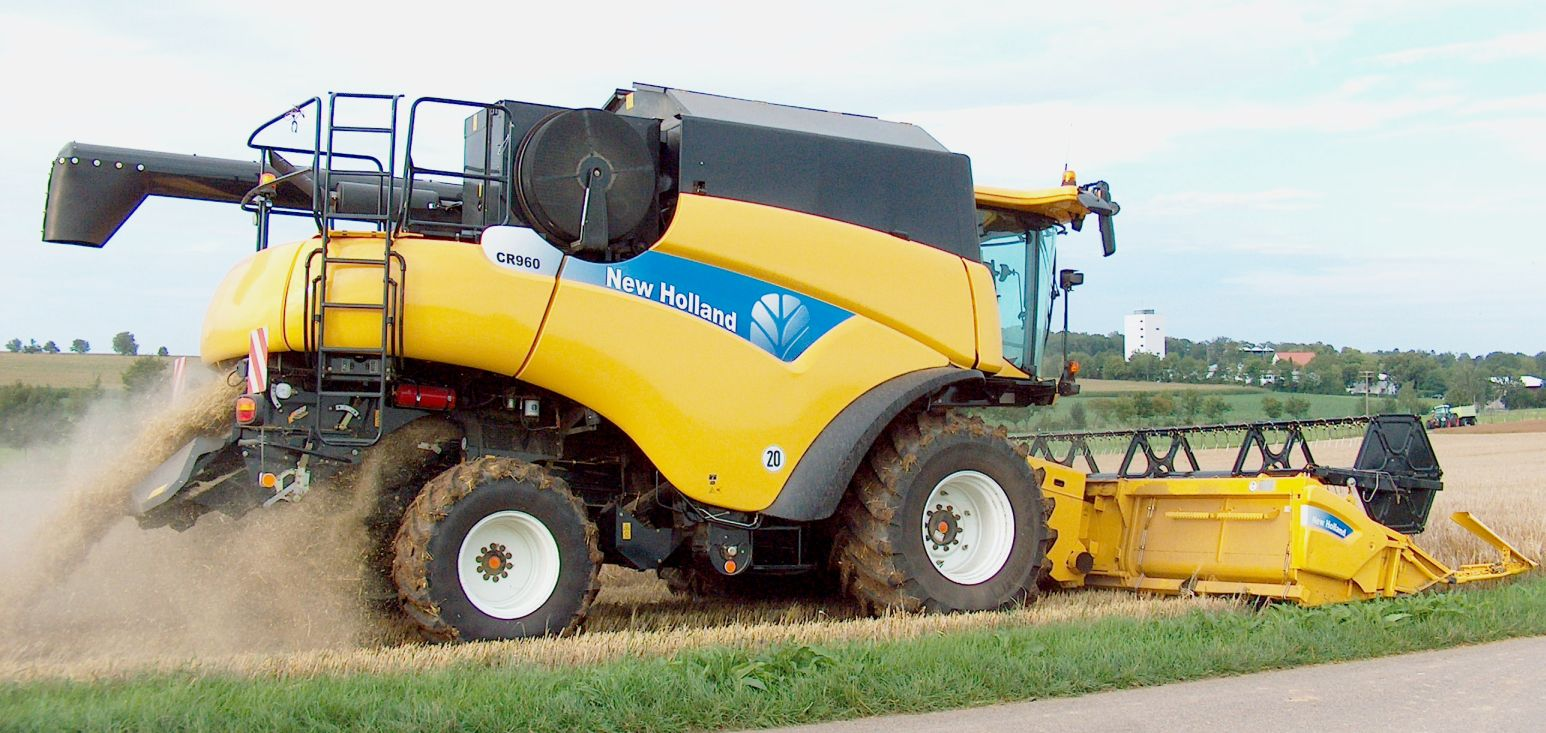
Современный комбайн от New Holland
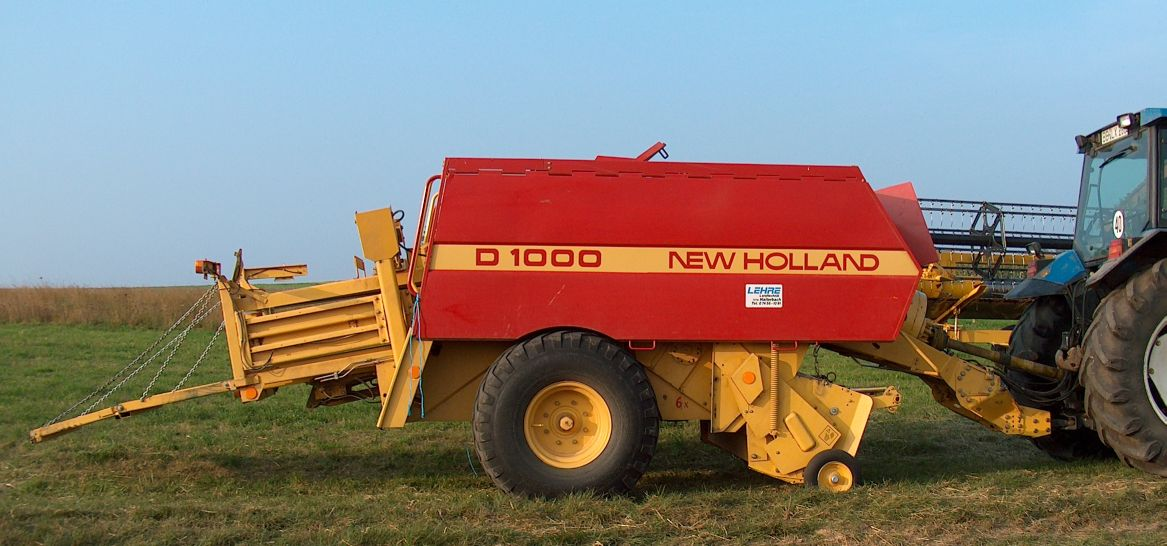
Пресс-подборщик из New Holland
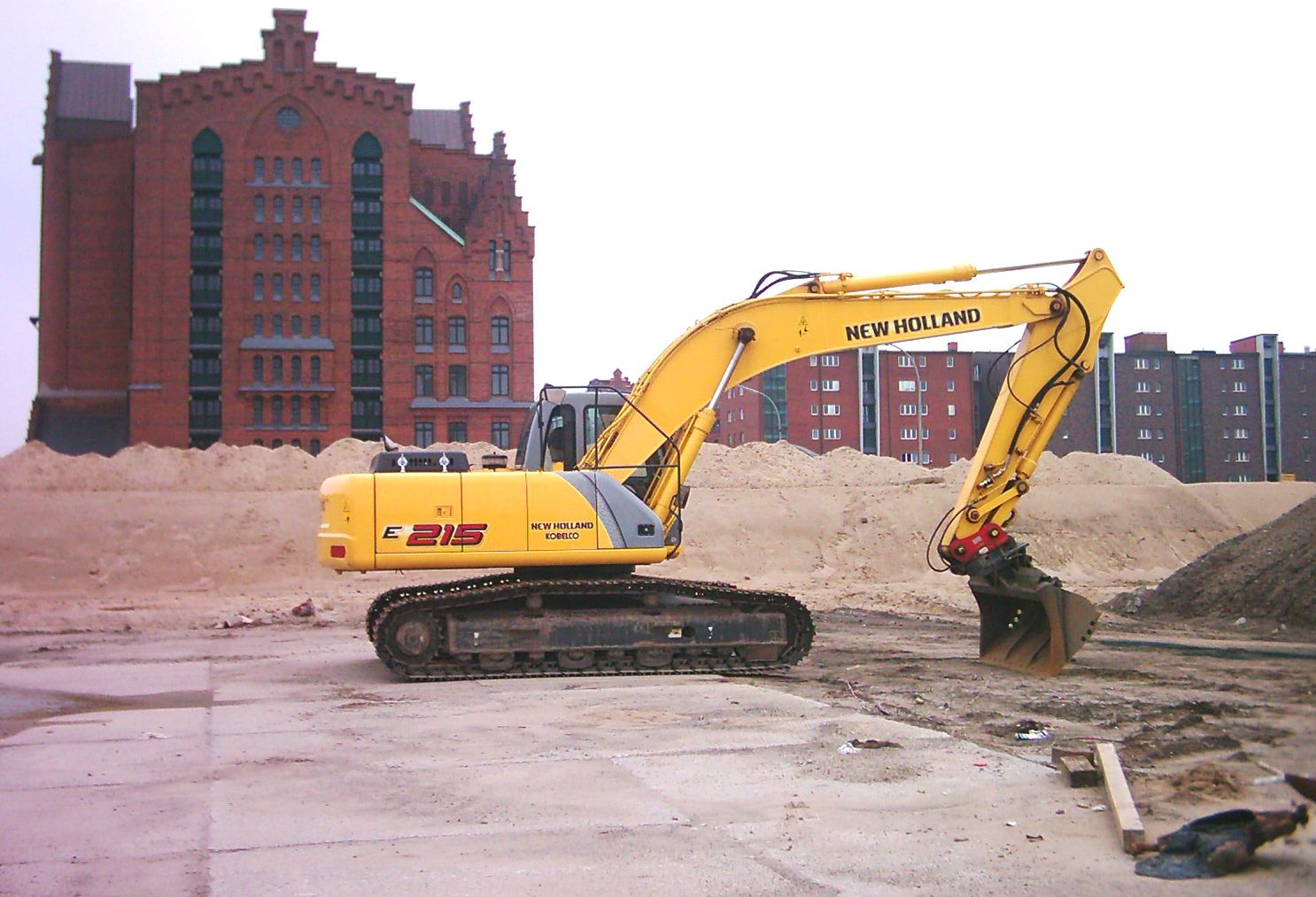
Экскаватор New Holland
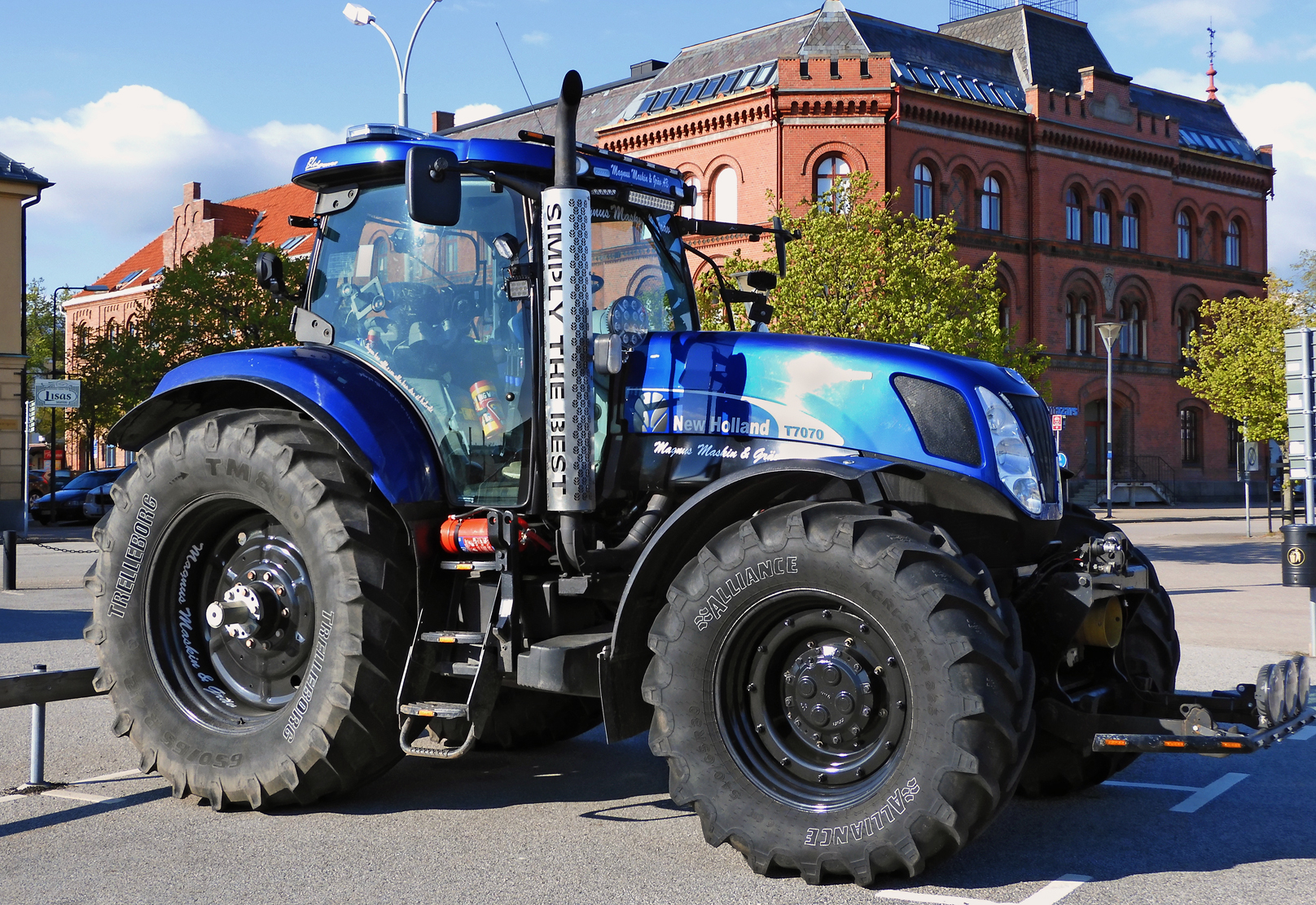
New Holland T7070 2009
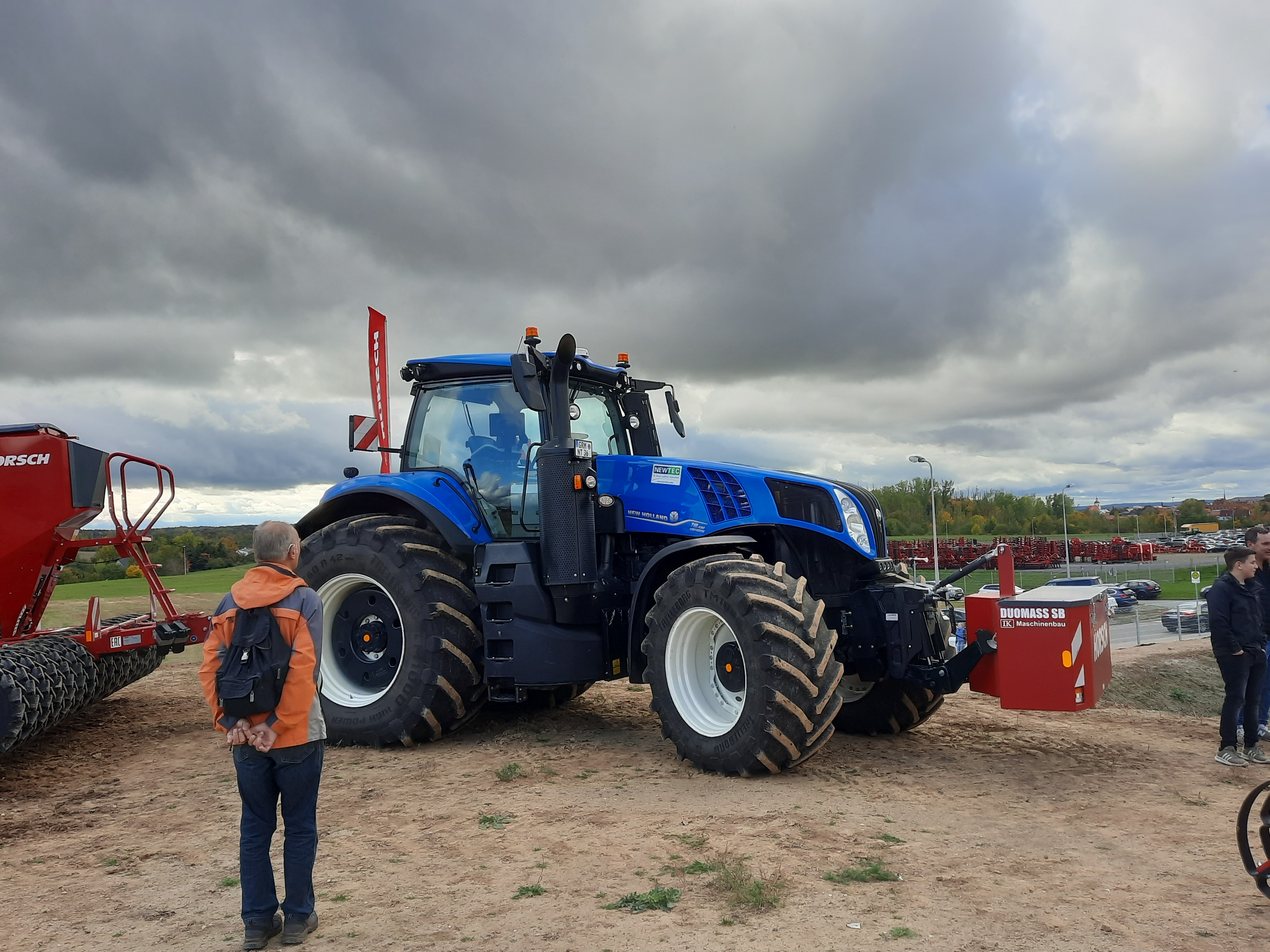
New Holland T8.435 Genesis

## Примечание
1. ↑  New Holland Borough: History
2. ↑  Equipment during the 1940s
3. ↑  |New Holland: Трактор на метане вошел в серию. Дата обращения: 20 августа 2023. Архивировано 20 августа 2023 года.
4. ↑  Трактор Т6 на метане. Дата обращения: 20 августа 2023. Архивировано 27 марта 2023 года.